# Kirche Rochsburg

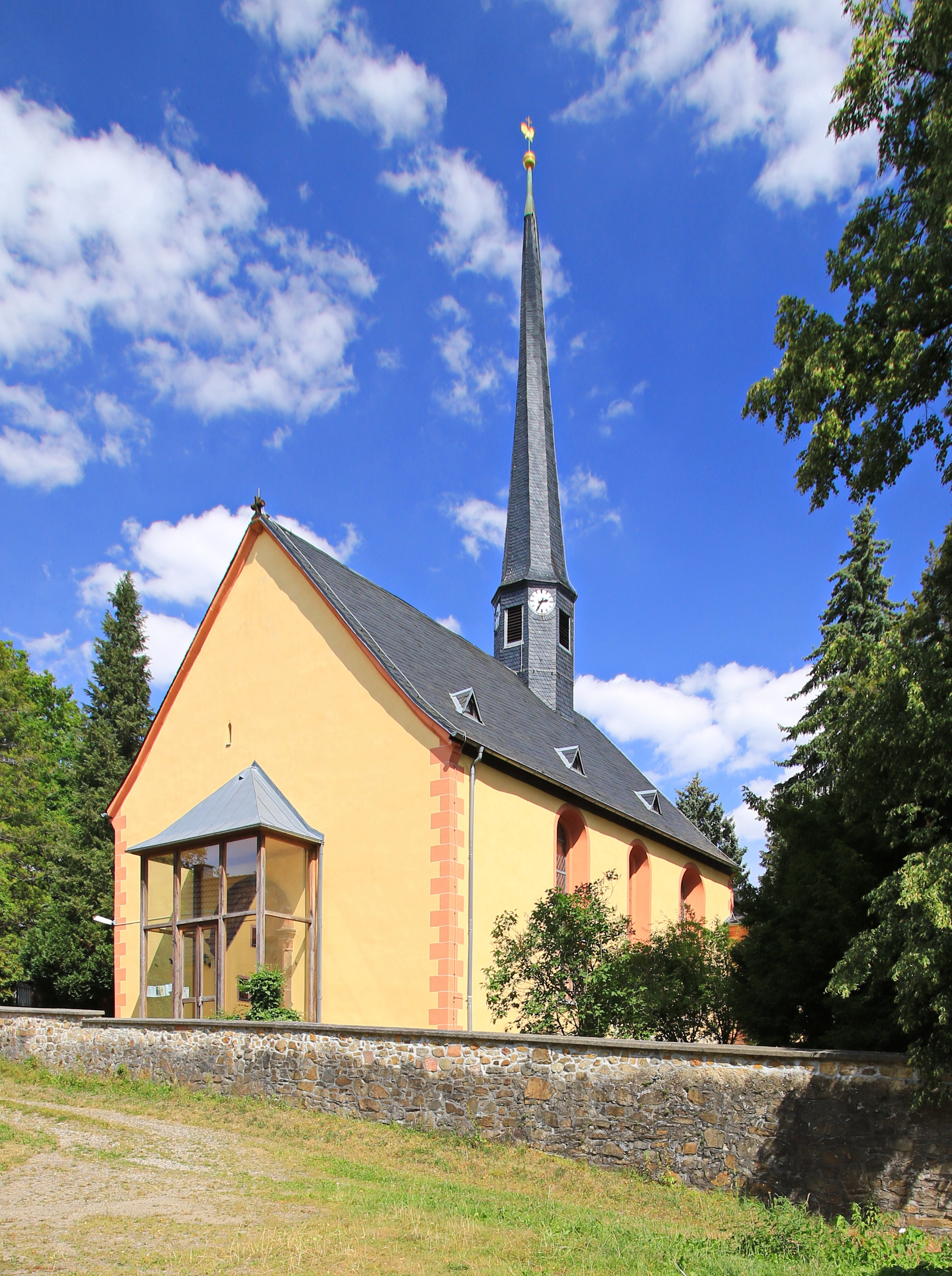
Kirche in Rochsburg

Die evangelische Kirche Rochsburg ist eine große spätromanische Saalkirche im Ortsteil Rochsburg von Lunzenau im Landkreis Mittelsachsen in Sachsen. Sie gehört zum Kirchspiel Geithainer Land im Kirchenbezirk Leipziger Land der Evangelisch-Lutherischen Landeskirche Sachsens. Besichtigungen sind nach vorheriger Anmeldung möglich.

## Geschichte und Architektur
Die große spätromanische Saalkirche mit aufwändigen Schmuckformen entstand im letzten Viertel des 12. Jahrhunderts unter Einfluss der Kirche von Kloster Wechselburg. Die Decke und die Ausstattung gehören dem 17. und 18. Jahrhundert an. Das Sakristeigebäude entstand im Jahr 1895, die Ausmalung des Inneren und Restaurierungen wurden in den Jahren 1896, 1963/69  und 1991/92 vorgenommen.
Der Saal, der Chor und die Apsis sind in der Höhe deutlich voneinander abgesetzt. Das Bauwerk ist ein Bruchsteinbau mit eingezogenem Chor und Apsis; die Eckbetonung und die Gliederungselemente bestehen aus Rochlitzer Porphyr. An der Westseite ist ein großes Säulenportal angeordnet, das demjenigen in der Vorhalle der Wechselburger Stiftskirche eng verwandt ist. Das Portal zeigt profilierte Archivolten, die ein Tympanon mit einer Darstellung des Agnus dei umgeben. Vom Wechselburger Vorbild ist auch die Apsisgliederung mit Lisenen und Bogenfries übernommen worden. Ein hoher spitzer Dachreiter akzentuiert das Bauwerk.
Das Innere ist geprägt durch die dunkle ornamentale Ausmalung aus dem Jahr 1896; hohe Rundbogen zwischen Saal und Chor sowie zwischen Chor und Apsis gliedern den Raum. Eine barocke Flachdecke mit geschnitzten Girlanden und Rankenwerk vom Anfang des 18. Jahrhunderts schließt den Raum ab. Eingeschossige Emporen sind an den Seiten, eine große Patronatsloge von theaterhafter Wirkung mit den Wappen derer von Schönburg ist an der Chorsüdseite eingebaut.

## Ausstattung

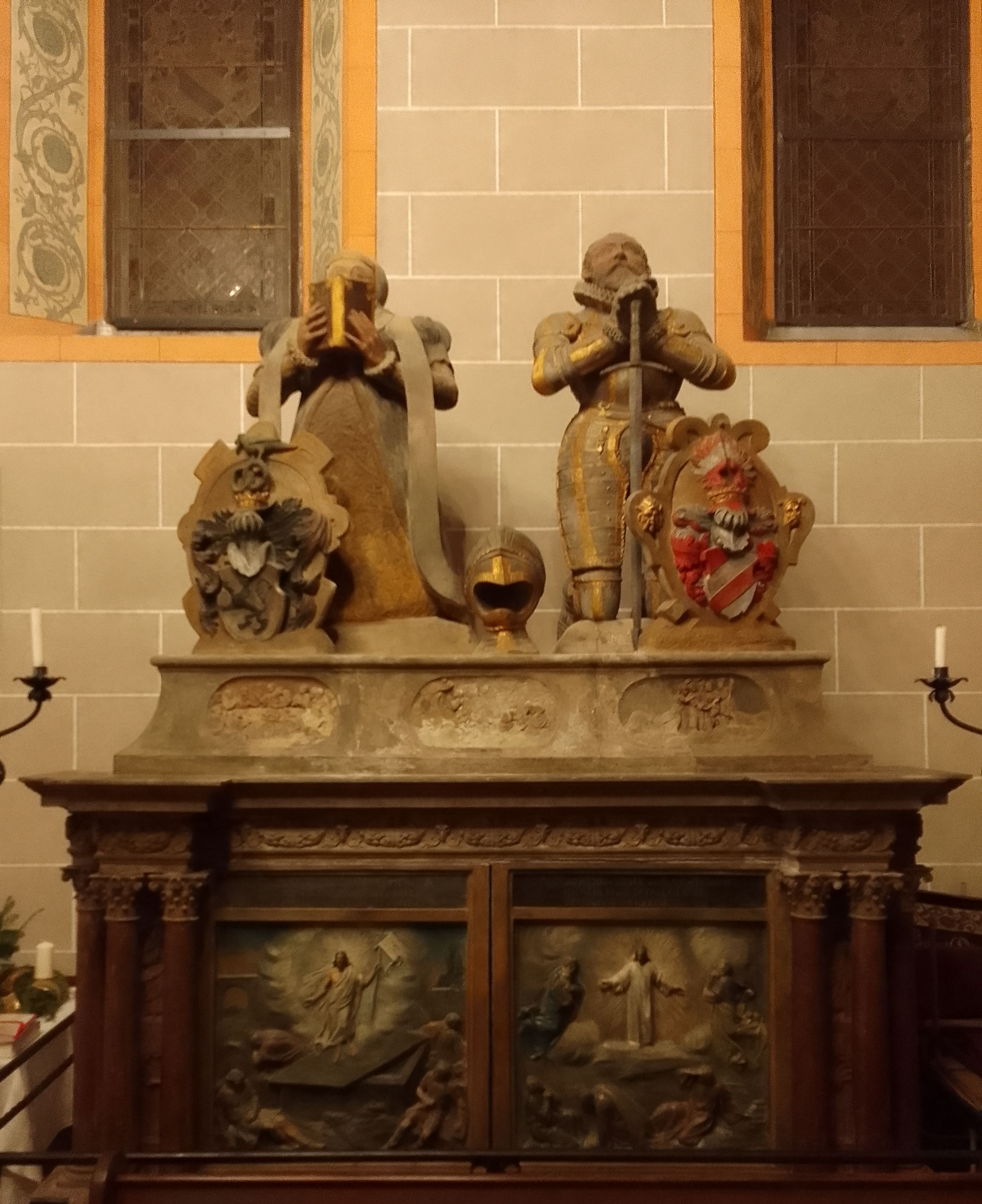
Doppelgrabmahl Wolfs II. von Schönburg und seiner Gattin Anna Schenk von Landsberg

Das Hauptstück der Ausstattung ist ein einfacher barocker Säulenaltar aus Holz mit der Jahreszahl 1714; er zeigt in der Predella eine geschnitzte Abendmahlsdarstellung, im Hauptfeld eine Darstellung von Christus als Guter Hirte aus dem 19. Jahrhundert, seitlich Freifiguren von Aaron und dem segnenden Christus. Die hölzerne Kanzel aus dem 17. Jahrhundert zeigt am Korb eine gemalte Darstellung der Evangelisten vermutlich aus dem 19. Jahrhundert. Die aufwändig gegliederte Taufe aus Sandstein und Porphyr mit farbiger Fassung ist ein Werk des 18. Jahrhunderts. Von einer spätgotischen Triumphkreuzgruppe sind eine sehr beschädigte Christusfigur und eine stark überfasste Marienfigur vom Anfang des 16. Jahrhunderts erhalten.
An der Chornordseite steht das fein gearbeitete Doppelgrabmal aus farbig gefasstem Sandstein und Porphyr für Wolf II. von Schönburg (1532–1581) und seine Gattin Anna Schenk von Landsberg († 1568), das möglicherweise von Andreas Samuel und Uriel Lorentz aus Freiberg stammt und 1895 restauriert wurde. An dem monumentalen Sarkophag sind zwischen korinthischen Doppelsäulen zwei große Bronzereliefs mit der Darstellung der Auferstehung und der Himmelfahrt Christi zu sehen, an den Schmalseiten Inschrifttafeln. Darüber befindet sich ein verkröpftes Gebälk mit Bukranienfries, an den Schmalseiten Szenen aus der Passion Christi. Auf diesem Unterbau steht eine lebensgroße Darstellung des knienden Stifterpaares mit Wappen daneben.
Die Orgel ist ein Werk von aus dem Jahr 1845, welche von Alfred Schmeisser 1930 umgebaut wurde.